# Luis Fajardo Fernández
Pour les articles homonymes, voir Fajardo et Fernández.
Luis Fajardo Fernández, né en 1877 à Grenade et mort en 1936 dans cette même ville, est un homme politique républicain espagnol. Maire de Grenade en 1936, pendant la Deuxième République, il est assassiné par les militaires franquistes au début de la Guerre d'Espagne.

## Biographie
Avocat, c'est l'un des fondateurs du Partido Republicano Autónomo de Granada (PRAG). Il fait l'union avec la Gauche Républicaine et devient Maire de Grenade après le triomphe du Front populaire aux élections de février 1936. Son mandat de maire se déroule du 29 février au 1er juillet 1934, date à laquelle il est remplacé par le socialiste Manuel Fernández Montesinos. 
En juillet de 1936, au début de la Guerre d'Espagne, les nationalistes prennent le contrôle de la ville. Luis Fajardo est arrêté par les militaires rebelles à la République. 
Il est fusillé le 11 août, sur les murs du cimetière de Grenade. Son successeur, Manuel Fernández Montesinos, le sera le 16 août, avant l'assassinat du poète Federico García Lorca le 19 août.

## Famille
Son frère Enrique, député aux Cortes, devra s'exiler au Mexique où il meurt en 1948.